# Леонтьев, Константин Григорьевич
Константин Григорьевич Леонтьев (род. 14.12.1957) — советский и российский шашист, специализирующийся на игре в международные шашки, международный мастер, мастер спорта СССР. Проживает в Нижнем Новгороде.

## Достижения
- Бронзовый призёр чемпионата России по международным шашкам (1992)
- Победитель (1990)[1] и двукратный призёр чемпионатов РСФСР по международным шашкам (бронзовый в 1985[1] и серебряный в 1987 году[2])
- В составе сборной РСФСР — бронзовый призёр командного Кубка СССР по русским и международным шашкам(1987)[3]
- Серебряный призёр Кубка России по шашкам-100 2014 года (в классической и быстрой программах)[4]
- Многократный чемпион Нижнего Новгорода (Горького) и области по международным шашкам, чемпион Горьковской области по русским шашкам (1982)[5]

## Характеристика игры
Владимир Вигман так написал про свою игру с Леонтьевым в 8-м Международном турнире сельских шашистов социалистических стран в 1983 году: «С горьковским мастером Константином Леонтьевым я впервые встретился в Сочи. Встретился и, признаться, слегка опешил. Настолько уверенно, смело, содержательно играл Константин в своем первом международном турнире…» Леонтьев имел шанс стать победителем этого турнира, если бы выиграл свою последнюю партию, и стал бы вторым в случае ничьей, но, пойдя на неоправданный риск, проиграл в первый и единственный раз за соревнование и довольствовался «бронзой».